# Sanvitul
Sanvitul es una localidad española que forma parte del municipio de Oencia, en la provincia de León, comunidad autónoma de Castilla y León.

## Geografía

### Ubicación
| Noroeste: Villarrubín | Norte: Villarrubín | Noreste: Oencia |
| Oeste: Gestoso        |                    | Este: Oencia    |
| Suroeste Gestoso      | Sur: Leiroso       | Sureste: Oencia |

## Demografía
Evolución de la población
| Gráfica de evolución demográfica de Sanvitul entre 2000 y 2017     |
|                                                                    |
| Población de derecho (2000-2017) según el padrón municipal del INE |